# Radical 39
El radical 39, representado por el carácter Han 子, es uno de los 214 radicales del diccionario de Kangxi. En mandarín estándar es llamado 子部　(zǐ bù, radical «niño»), en japonés es llamado 子部, しぶ　(shibu), y en coreano 자 (ja). Este radical, además de «niño» es llamado radical «semilla» en occidente.
El radical «niño» puede aparecer en diversas posiciones dentro de los caracteres que están clasificados bajo este. En algunos casos aparece en la parte izquierda (por ejemplo en 孫), en otros en la parte inferior (por ejemplo en 学) y en otros, en la parte superior (por ejemplo en 孞).

## Nombres populares
- Mandarín estándar: 子字旁, zǐ zì páng, «símbolo “niño” a un lado».
- Coreano: 아들자부, adeul ja bu «radical ja-hijo».
- Japonés: 子（こ）, ko, 子供（こども）, kodomo, «niño», «infante»; 子偏（こへん）, ko hen, «niño en el lado izquierdo del radical».[1]
- En occidente: radical «niño»; radical «semilla».

## Galería
| Estilos antiguos                                 | Estilos antiguos                  | Estilos antiguos                        | Estilos antiguos                   | Estilos antiguos                   | Estilos empleados actualmente       | Estilos empleados actualmente  | Estilos empleados actualmente    | Estilos empleados actualmente   | Estilos empleados actualmente  |
|                                                  |                                   |                                         |                                    |                                    |                                     | 子                             | 子                               |                                 |                                |
| 甲骨文 jiǎgǔwén (escritura de huesos oraculares) | 金文 jīnwén (escritura de bronce) | 简帛 jiǎnbó (escritura de bambú y seda) | 篆文 zhuànwén (escritura de sello) | 篆文 zhuànwén (escritura de sello) | 隸書 lìshū (estilo de los escribas) | 楷書 kǎishū (estilo regular)   | 楷書 kǎishū (estilo regular)     | 行書 xǐngshū (estilo corriente) | 草書 cǎoshū (estilo de hierba) |
| 甲骨文 jiǎgǔwén (escritura de huesos oraculares) | 金文 jīnwén (escritura de bronce) | 简帛 jiǎnbó (escritura de bambú y seda) | 大篆 dàzhuàn (sello grande)        | 小篆 xiǎozhuàn (sello pequeño)     | 隸書 lìshū (estilo de los escribas) | 繁體／繁体 fántǐ (tradicional) | 简体／簡體 jiǎntǐ (simplificado) | 行書 xǐngshū (estilo corriente) | 草書 cǎoshū (estilo de hierba) |

## Caracteres con el radical 39
| trazos | carácter                   |
| ------ | -------------------------- |
| + 0    | 子 孑 孒 孓                |
| + 1    | 孔                         |
| + 2    | 孕                         |
| + 3    | 孖 字 存 孙                |
| + 4    | 孚 孛 孜 孝 孞 斈          |
| + 5    | 孟 孠 孡 孢 季 孤 孥 学 孧 |
| + 6    | 孨 孩 孪                   |
| + 7    | 孫 孬 孭                   |
| + 8    | 孮 孯 孰 孲                |
| + 9    | 孱                         |
| + 10   | 孳 孴 孶                   |
| + 11   | 孵 孷                      |
| + 13   | 孹                         |
| + 14   | 孺 孻 學                   |
| + 16   | 孼                         |
| + 17   | 孽 孾                      |
| + 19   | 孿                         |